# Actinopteri
Los actinopteros (Actinopteri) son un clado de peces óseos de la clase Actinopterygii siendo el grupo hermano de los cladistios. Se caracterizan por poseer una estructura de aletas pareadas, una aleta dorsal única, escamas ganoides con un proceso anterodorsal, un arco branquial y y dientes con una capa apical de de acrodina. En este clado además los pulmones se fueron convirtiendo en la vejiga natatoria, incluye los condrósteos y los neopterigios, siendo los teleósteos los más diversos de este grupo.

## Cladograma
El siguiente cladograma resume las relaciones evolutivas de los actinópteros actuales:

|              | Teleostei |
|              | |
| Holostei     | \| Halecomorphi \| Amiiformes (peces aletas de arco) \| \| \| Amiiformes (peces aletas de arco) \| \| Ginglymodi \| Lepisosteiformes (pejelagartos) \| \| \| Lepisosteiformes (pejelagartos) \| |
|              | \| Halecomorphi \| Amiiformes (peces aletas de arco) \| \| \| Amiiformes (peces aletas de arco) \| \| Ginglymodi \| Lepisosteiformes (pejelagartos) \| \| \| Lepisosteiformes (pejelagartos) \| |
| Halecomorphi | Amiiformes (peces aletas de arco) |
|              | Amiiformes (peces aletas de arco) |
| Ginglymodi   | Lepisosteiformes (pejelagartos) |
|              | Lepisosteiformes (pejelagartos) |

| Halecomorphi | Amiiformes (peces aletas de arco) |
|              | Amiiformes (peces aletas de arco) |
| Ginglymodi   | Lepisosteiformes (pejelagartos)   |
|              | Lepisosteiformes (pejelagartos)   |

|              | Teleostei |
|              | |
| Holostei     | \| Halecomorphi \| Amiiformes (peces aletas de arco) \| \| \| Amiiformes (peces aletas de arco) \| \| Ginglymodi \| Lepisosteiformes (pejelagartos) \| \| \| Lepisosteiformes (pejelagartos) \| |
|              | \| Halecomorphi \| Amiiformes (peces aletas de arco) \| \| \| Amiiformes (peces aletas de arco) \| \| Ginglymodi \| Lepisosteiformes (pejelagartos) \| \| \| Lepisosteiformes (pejelagartos) \| |
| Halecomorphi | Amiiformes (peces aletas de arco) |
|              | Amiiformes (peces aletas de arco) |
| Ginglymodi   | Lepisosteiformes (pejelagartos) |
|              | Lepisosteiformes (pejelagartos) |

| Halecomorphi | Amiiformes (peces aletas de arco) |
|              | Amiiformes (peces aletas de arco) |
| Ginglymodi   | Lepisosteiformes (pejelagartos)   |
|              | Lepisosteiformes (pejelagartos)   |